# Песочный сумеречный козодой
Песочный сумеречный козодой (лат. Chordeiles rupestris) — ночная птица из семейства настоящих козодоев. Распространён в Боливии, Бразилии, Венесуэле, Колумбии, Перу и Эквадоре.

## Таксономия и систематика
В основных таксономических системах признаются два подвида песочного сумеречного козодоя — номинативный Chordeiles rupestris rupestris и C. r. xylostictus. Однако, по крайней мере, два автора считают, что этот вид лучше рассматривать как монотипический.

## Описание
Длина тела 20,5-22 см. Верхняя часть боков бледная серовато-коричневая с более тёмными коричневыми полосами и пятнами. Подбородок и горло белые или буровато-белые, грудь серовато-белая с коричным оттенком и бурыми полосами и пятнами, а брюхо белое с бурыми пятнами в верхней части. Нижняя сторона крыла также преимущественно белая.

## Распространение
Номинативный подвид песочного сумеречного козодоя широко распространён в северо-западной Амазонии на территории юго-восточной Колумбии, юго-западной Венесуэлы, северо-восточного Перу и северо-западной Бразилии. Также встречается вдоль речных коридоров в восточной части Эквадора, Перу, северной Боливии и западной Бразилии. C. r. xylostictus встречается только в колумбийском департаменте Кундинамарка. Этот вид обитает в западной части бассейна Амазонки, преимущественно вдоль водотоков, но также включает озерца и травянистые поляны, например, взлетно-посадочные полосы. Редко встречается в районах, расположенных выше 500 м над уровнем моря.

## Поведение
Ведёт сумеречный и ночной образ жизни. Днём отдыхает на речных островах и песчаных отмелях, часто в большом количестве. Во время половодья устраивает ночлег на деревьях, нависающих над водой.
Активно кормится в сумерках и в течение ночи. Рацион подробно не изучен, но известно, что он состоит исключительно из насекомых. Его полет описан как менее беспорядочный, чем у других сумеречных козодоев, со «странно механическим» маханием, напоминающим махание крачек.
Сезон размножения длится с мая по август на юго-востоке Перу и с июня по сентябрь в центральной части Бразилии, но на остальной территории ареала не определён. Гнездятся колониями, часто рядом с желтоклювыми крачками, большеклювыми крачками и чёрными водорезами. Кладку из двух яиц они откладывают в ямки на песчаной отмели.
Песочный сумеречный козодой, по-видимому, редко поет, но делает это находясь на земле, издавая «булькающее урчание… перемежающееся с тихими горловыми звуками и громкими нотами». Кроме того, издаёт множество других вокальных звуков, когда преследует другую птицу или защищает гнездо.

## Статус
По оценке МСОП, песчаный ястреб относится к видам, вызывающему наименьшую озабоченность. Имеет очень большой ареал, и хотя считается, что его популяция сокращается, темпы снижения не являются достаточно быстрыми для более серьезной оценки. Непосредственных угроз не выявлено.